# پرازوسین
پرازوسین (به انگلیسی: PRAZOSIN)
رده درمانی: داروهای کاهنده فشارخون آلفا بلوکر
اشکال دارویی: قرص

## موارد مصرف
افزایش فشارخون، نارسائی احتقانی قلب مقاوم، انقباض عروقی در سندرم رینود، ایسکمی عروقی ناشی از ارگوتامین، فئوکروموسیتوما، هیپروتروفی خوش‌خیم پروستات (BPH)

## مکانیسم اثر
با بلوک‌کردن گیرنده‌های آلفا آدرنرژیک، عروق خون محیطی را گشاد می‌کند. مقاومت محیطی را پائین آورده و فشارخون را کم می‌نماید.

## عوارض جانبی
افت فشار خون شدید وضعیتی (بخصوص هنگام برخاستن از حالت‌خوابیده یا نشسته)، تند و نامنظم شدن ضربان قلب، مشکلات جنسی، تورم اندامها به خصوص پا، حساسیت، خواب آلودگی، اضافه وزن غیرمنتظره، یبوست، سرگیجه یا منگی، درد در قفسه سینه و تنگی نفس.